# دنی کوئین
دنی کوئین (انگلیسی: Danny Quinn؛ زادهٔ ۱۶ آوریل ۱۹۶۴) یک هنرپیشه ایتالیایی-مکزیکی و فرزند آنتونی کوئین است.
از جمله فیلم‌ها و مجموعه‌های تلویزیونی که وی در آنها نقش داشته‌است می‌توان به استرادیواری و نامزد اشاره کرد.